# Тодор Гавазов
Тодор Гавазов е български общественик, мелиограф, от ранното Българско възраждане в Прилеп. 

## Биография
Роден е в Прилеп, тогава в Османската империя. Негови роднини са революционерите баща и син Христо Гавазов и Йордан Гавазов. Член е на Прилепската българска община.
Докато е писар при комисионера Петър Матов Тодор Гавазов, е един от първите, посветени от Даме Груев, членове на ВМОРО. Влиза в Солунския окръжен комитет на организацията заедно с ръководителя Антон Димитров и членовете Васил Мончев, Стефан Матлиев и Христо Червениванов.
Тодор Гавазов събира 165 македонски песни, а неговите съмишленици Георги Смичков – 46 песни и Александър Конев – 94 песни.